# 日本医療団
日本医療団（にっぽんいりょうだん）とは、第二次世界大戦中の日本に存在した特殊法人。日本全国における医療の普及とその内容の向上を目的に設立された。戦時下の1942年（昭和17年）に結成され、終戦後の1947年に解散した。
日本医療団は病院の経営、医療従事者の育成を行なうこととされた。病院経営については、病院を一般体系と特別体系に大別し、一般体系として
- 中央総合病院（500床）を2ヵ所
- 道府県総合病院（250床）を47ヵ所
- 地方総合病院（50床）を588ヵ所
- 地方診療所を無医町村に

それぞれ設置する構想を立てた。
特別体系としては結核根絶のため、結核病院の病床数を10万床に拡大することとした。結核医療の実施のため、1943年2月13日付で厚生省衛生局長と内務省地方局長は連名で「結核療養所ノ統合ニ関スル件」として地方長官宛に通知を行ない、これに基づいて地方の結核療養所が4月1日に日本医療団に統合された。結核療養所は1947年4月1日に国立療養所に転換する。

## 設置経緯
1942年に制定された国民医療法（昭和17年法律第70号）の第29条以下によって設置が定められ、日本医療団令（昭和17年勅令第427号）によりその具体的内容が定められた。国民医療法のうち日本医療団に関する部分と日本医療団令は1942年4月17日より施行され、4月21日に定款が認可された。6月17日に役員が、11月21日に部局長が任命された。
当時の医療は開業医制度を基盤としたものであった。開業医は医療の需要の多い都市部に集中する傾向があり、無医村の問題も発生していた。医療団の設立は、これらの問題を是正し、公的診療所を配置し、併せて上部組織として公的総合病院を各道府県に設置しようとするものであった。公的医療機関に開業医を従属させようとした医療団の設立に際しては開業医制度の否定であるとして反対論が強く、これについて厚生省は「公的医療機関と開業医制度の二本建て」と軌道修正をした上で整備を進めた。

## 解散
終戦後、厚生省医務局長東龍太郎は戦時中に設立された営団・公団の解散命令を見て（帝都高速度交通営団を除けば民需に転換し得るものも例外なく解散された）、日本医療団もいずれ解散命令が下ることを予想。GHQと接触して自発的解散を決断。職員のなぜ解散するのかという質問には「天の声である」と返答した。
1947年、医師会、歯科医師会及び日本医療団の解散等に関する法律（昭和22年法律第128号）により、11月1日をもって解散が決定した。残務整理は多数の訴訟を抱えていたことから時間がかかり、清算結了の登記は1977年12月であった。
結核療養所の国有化については五大都市の市長が1947年5月20日に抗議を申し入れ、1954年には東京都も加わって返還運動を行なったが、返還されることはなかった。
清算においては想定外である多額の剰余金が発生したが、前記法律によれば剰余金は国庫に全額納めなければならなかったため、1953年に法律を改正し、剰余金を公的医療機関の整備のために使用できるようにした。

## 本部事務所
日本医療団は国民医療法第30条第1項により、主たる事務所を東京府に置くこととされた。事務所は移転を繰り返した。
- 1942年4月24日 麹町区大手町1丁目7番地厚生省内（設立事務所）
- 1942年6月17日 赤坂区溜池1番地三会堂内講堂
- 1943年1月8日 神田区鍛冶町2丁目1番地
- 1945年3月3日 神田区駿河台2丁目8番地
- 1949年11月16日 千代田区三年町1番地
- 1957年1月6日 港区芝南佐久間町2丁目9番地
- 1959年6月3日 千代田区三年町1番地
- 1963年6月29日 千代田区霞ヶ関2丁目1番地（のち住居表示により霞が関1丁目2番2号）

## 年譜
- 1942年（昭和19年）4月17日 - 国民医療法の一部及び日本医療団令施行
- 1943年（昭和18年）4月1日 - 結核療養所61カ所を日本医療団の管理とする（病院経営の開始）
- 1945年（昭和20年）4月1日 - 同愛記念病院財団より同愛記念病院、同愛記念病院横浜病院の寄付を受ける。日本医療団はこれを直轄の中央病院、横浜同愛病院として開設。同年、中央病院は占領軍によって接収を受ける
- 1947年（昭和22年）
  - 4月1日 - 結核療養施設の管理を国に移管（施設は医療団が貸し付ける）
  - 11月1日 - 日本医療団解散
- 1950年（昭和25年）3月23日 - 結核療養施設を国（旧厚生省所管）へ売却（国立療養所となる）
- 1955年（昭和30年）3月31日 - 前年に接収解除となった旧同愛記念病院を新しく成立した同愛記念病院財団へ寄付
- 1959年（昭和34年）7月20日 - 整肢療護園の土地建物を国に寄付し、医療機関の処分終了
- 1977年（昭和52年）
  - 12月17日 - 清算結了。
  - 12月22日、清算結了登記

## 歴代総裁
- 稲田龍吉（1942年6月15日 - 1945年6月14日）
- 戸田正三（1945年7月12日 - 1947年5月6日）

## 関連人物
- 雪沢千代治（副総裁）
- 高杉新一郎（副総裁）
- 岡田文秀（副総裁）
- 三宅正一（理事）
- 森村市左衛門（理事）
- 矢野恒太（監事）
- 小沢辰男（元厚生省清算指導課長）

## 註
1. ↑  最後の訴訟の終結は1976年である（最判昭和51年4月23日民集30巻3号306頁）。
2. ↑  例えば東京都（旧東京市・東京府）が開設した施設は現在の国立病院機構東京病院や松戸市立福祉医療センター東松戸病院などへ引き継がれている
3. ↑  援助の一例として、1955年に国立東京第一病院内に病院管理研究所（現・国立保健医療科学院）の建物を贈与している。この建物は2009年時点で現存する。